# Stenopodius lateralis
Stenopodius lateralis är en skalbaggsart som först beskrevs av Schaeffer 1933.  Stenopodius lateralis ingår i släktet Stenopodius och familjen bladbaggar. Inga underarter finns listade i Catalogue of Life.